# Evergestis caesialis
Evergestis caesialis là một loài bướm đêm trong họ Crambidae.